# 서양 근세의 교육
서양 근세의 교육은 14세기에서 17세기 초반 까지의 유럽 세계의 교육활동을 의미한다.
14~15세기에 걸쳐 유럽에서는 인문주의 운동이 일어났다. 이 인문주의 운동은 흔히 ‘르네상스’로 불리는데, 이 운동은 문예의 부흥을 불러일으켰을뿐 아니라, 서양 문화 전체의 구조적인 변혁을 가져왔다. 중세의 신(神) 중심의 사회와 문화에서 탈피해 인간 중심 사회와 문화로의 전환을 가져온 것이다. 이 시기의 인문주의자들은 중세 말기의 경직된 스콜라 철학을 비판하고 인간 중심적인 새로운 사상을 전개하였다. 인문주의자들은 고대 그리스인들이 완전하면서도 다면적인 인간 계발을 행했다고 보고 새로운 사상 기초를 고대 사상과 문화, 예술에서 찾으려 했다. 이러한 인식을 바탕으로 그들은 고대인들의 유산을 위대하고 고귀한 인간의 이상형으로 여겼다.
이러한 고대 그리스 사상과 예술에 대한 관심을 자연스럽게 고대 언어 학습에 대한 요구를 파생하였고 이를 위한 언어교육이 중요한 교과과정으로 들어오게 되었다. 또한 인문주의자들은 고대 그리스인들의 자유교육 이상을 추구하여, 인간적 교양을 갖춘 이성인(理性人)ㆍ자유인을 길러내는 것을 교육의 최종 목표로 간주하였다.
인문주의 정신을 이어받은 종교개혁은 인간의 독자성과 자율성을 강조하며, 전통과 중세적 질서로부터 인간을 해방시키는 움직임을 나타내었다. 종교개혁은 모든 기독교인들이 주체적 종교인으로서 사제와 마찬가지로 신의 계시를 받고 사제로서의 직분을 감당해야 한다는 ‘만인제사장설’을 제기하였다. 따라서 일반 교인들에게 이러한 제사장으로서의 직분을 담당하기 위해 성경을 이해하고 해석하며, 이를 전할 수 있는 능력을 갖출 것이 요구되기 시작하였다. 이렇게 종교개혁은 교육의 대상을 소수의 사람들에게서 모든 사람에게로 확대한 것이다.
종교개혁 시기 루터는 통치자들과 국가에게 교육 제공의 의무가 있다고 역설하였다. 그리하여 국가 차원에서 학교를 설립하고 그곳에서 모든 시민들의 자녀를 교육해야 한다는 공교육 개념을 제시하였다. 루터의 교육사상은 이후 제도화되어 공교육제도와 의무무상교육제도가 성립하는 기초가 되었다.

## 인문주의 시대의 교육

### 특징
서양 교육사학자인 헤르베르트 브랑케르츠에 의하면, 인문주의 시대 교육의 특징은 3가지로 정리된다.
먼저, 고대 그리스의 사상과 예술에 대한 관심은 자연스럽게 고대언어에 대한 학습을 유발하였다. 이러한 시대적 요구로 언어교육이 학교 교과에서 중요한 것으로 여겨지게 되었다. 당대 전해지던 고대 그리스의 문헌들 대부분은 로마에서 라틴어로 번역된 것이었기 때문에 라틴어가 인문주의 교육과정에서 중핵적인 위치를 차지하였다. 때문에 인문주의 시대 대표적인 중등교육기관이었던 라틴어 학교 학생들은 대부분의 교과시간 동안 라틴어를 학습했다.
다음으로, 고대의 재발견과 더불어 인문주의자들은 고대 그리스인들의 자유교육을 이상적인 교육방식으로 간주하고, 인간적 교양을 갖춘 자유인을 교육목표의 이상형으로 설정하였다. 인간적 교양을 갖춘 자유롭고 패기가 넘치며 고대어와 시문학에 능통한 달변가를 키우는 것을 교육의 이상으로 삼았던 것이다.
마지막으로, 후기 인문주의 시대의 교수방법은 새로운 지평을 열었다. 중세의 교수방법에서능 엄혹한 훈련과 피교육자에 대한 비인간적인 대우, 체벌이 중심을 이뤘다. 이 점은 근세 인문주의자들에게 맹렬한 비판을 받았다. 각 개인의 존엄성과 가치를 인정하고 인간의 자연성을 존중하였던 인문주의자들이 제시한 교수방법은 학생들을 인간적으로 대우해 주는 데서부터 출발한다. 엄격한 훈육에서 벗어나 자연스럽고 온화한 교육, 즐겁고 놀이가 강조되는 수업, 어린이의 영혼을 이해하고 그들의 이해 능력을 고려하는 수업이 인문주의적 교수방법으로 제시되었던 것이다.

### 문제점
인문주의 시대에 확산된 언어주의 교육은 시간이 흐르면서 문제점을 나타내었다. 먼저 고대의 정신과 사상을 받아들이려는 목적으로 고전어와 고전문학을 강조하던 인문주의 교육은 시간이 지나면서 지나치게 고대 언어에 집착하고 언어의 형식에만 치우쳐 교육과 도야는 소홀히 하였고, 실제 삶과도 유리된 결과를 가져왔다. 인간의 완전성을 추구하고 인간성의 실현을 목적으로 하는 매체로서의 언어와 언어교육이 점차 언어를 위한 언어교육으로 변질되어 갔던 것이다. 이러한 경향은 여러 사람들에 의해 언어주의, 형식주의, 현학주의라고 비판받게 되었다.
또한, 인문주의자들이 추구한 인간의 이상형은 유능한 직업인이라기보다는 뛰어난 예술인과 도야인이었다. 정신적ㆍ언어적 도야, 사교성, 수사학적인 달변이 그러한 인간 이상의 표상이었던 것이다. 인문주의자들이 제시한 그러한 삶의 이상은 철저하게 귀족주의적인 성향을 보이는 것이었다. 부유한 시민을 중심으로 펼쳐진 인문주의 운동은 새로운 계층 구조를 낳았는데, 이러한 사회적 상황에서 인문주의자들은 그들 스스로를 평민계급과 구분하려고 하였다. 인문주의자들은 고전어를 생활용어로 사용하며 자국어를 경시하며, 자국어를 사용하는 평민들에 대하여 우월감을 가졌다. 이러한 자국어에 대한 경시풍조는 평민 대중을 위한 국민교육에 대한 인식을 갖지 못하게 했으며, 교육받은 계급과 교육을 받지 못한 계급이라는 새로운 계급 구분이 등장하게 되었다.
인문주의 교육이 지나치게 언어 위주의 교육이었기 때문에 사물과 관련한 내용을 소홀히 하였다. 이러한 편중적 교육에 대한 비판은 이미 당대의 인문주의자들에게서 제기되었다. 콜루치오 살루타티, 레오나르도 브루니, 후안 루이 비베스, 프랑수아 라블레, 미셸 드 몽테뉴 등이 그러한 비판을 제기한 대표적인 인물이다. 이들은 지나친 언어주의 교육을 비판하고, 다른 한편으로는 리얼리즘 교육에 대한 깊은 관심을 나타내었다. 그들은 교육과정에서 언어 이외에 천문학, 지리학, 기하학, 물리학, 음악학, 대수학, 건축학, 광학 등과 같은 실제적 사물과 연관되어 있으면서도 실제 삶에 도움이 되는 실용적인 과목을 강조하였다.

## 종교개혁기의 교육

### 만인제사장설과 교육의 대상 영역 확대
구교에서는 교회가 신의 계시를 받아서 이를 매개하는 기관으로 인식되었고, 따라서 신의 말씀인 성서는 교회에 의하여 해석되어 신자들에게 매개되는 것으로 이해되었다. 일반 신도들은 독자적으로 성서를 읽고 이해하고 해석할 직접적인 필요가 없었고 이것을 위한 교육은 더더욱 요청되지 않았었다. 이러한 구조 속에서 일반 신도와 사제 사이에는 계급적인 차이가 존재했으며, 교육은 사제의 전유물로 남아 있었다.
종교개혁은 이러한 기성적 입장을 부정하고 모든 기독교인들이 사제의 중재 없이 독자적으로 신의 계시를 받을 수 있으며, 신의 말씀인 성서를 읽고 주체적으로 해석할 수 있음을 천명하였다. 종교개혁은 사제와 일반 교인 간의 직분상의 차이를 부정하였고, 모든 기독교인이 사제와 마찬가지로 신의 계시를 받고 사제로서의 직분을 담당해야한다는 이른바 ‘만인제사장설’을 제기하였다.
따라서 일반 교인들이 이러한 제사장으로서 직분을 수행하기 위해서는 성서를 읽고 해석하며, 이를 전할 수 있는 수준에 도달해야 할 것을 요구하는 것이며, 이를 위해 교육이 필수적으로 요청되었다. 이렇게 종교개혁은 교육의 대상 영역을 소수의 사람들에게서 모든 사람에게로 확대했다고 볼 수 있다.

### 성서 중심의 신학과 교육의 중요성
종교개혁가들은 신앙을 신의 말씀인 성서와 본질적으로 연결시키고 있다. 성서에 기록된 대로 믿음은 들음, 즉 말씀의 들음에서 오는 것이므로 믿음은 말씀과 불가분리의 관계 안에 있음이 그들에 의하여 강조되었다. 바로 이 점이 종교개혁가들이 교육의 중요성을 인식하였던 근거이다. 종교개혁가들은 성서를 최고 중핵에 놓음으로써 성서에 대한 바른 이해와 바른 해석을 또한 중심에 놓았다. 그런데 성서를 바로 이해한다는 것은 성서를 바로 이해할 수 있는 교육적인 훈련을 요청하는 것이었다. 따라서 종교개혁의 성서 중심 신학이 필연적으로 교육을 중시할 수밖에 없는 신학적인 근거가 되는 것이다.

### 교육의 장 확대
종교개혁은 교육의 장을 확대하였다. 중세에는 교회가 교육의 중심지였다. 학교는 대부분 교회의 부설기관이었고, 교회의 교육적인 권위는 부모의 교육적인 권위보다 훨씬 높았다. 그러나 종교개혁가들은 근본적으로 ‘교육의 장’에 대한 새로운 사고를 제시하였고, 그 결과 교육의 장을 교회에서 가정과 학교로 확대하였다.
먼저 종교개혁가들과 더불어 교육의 장의로서의 ‘가정’의 의미가 새롭게 평가되었다. 가정을 교육의 가장 영향력있고 비중있는 교육의 장으로 승격시킨 것은 루터이다. 루터는 가정이 가장 중요한 교육의 장이며, 부모야말로 최고의 교육적 권위와 책임을 갖고 있음을 신학적으로 정립하였다. 그는 부모의 자녀에 대한 교육이 신의 명령이라고 말하고, 부모는 자녀의 육체적 평안과 세상에서의 안녕만을 책임지는 것이 아니라, 동시에 신의 대리자로서 그들에게 말씀을 접하게 하고, 이를 통해 자녀의 영적인 구원에까지 관여해야 한다는 의무를 진다고 주장하였다.
그러나 종교개혁과 더불어 무엇보다 커다란 개혁을 경험한 교육의 장은 다름 아닌 ‘학교’이다. 교육의 대상을 소수의 성직자에게서 모든 사람에게고 확대하고, 교육의 목적을 ‘교회’의 유지와 존립뿐만 아니라 ‘세상나라’의 평화와 질서유지라는 차원으로 확대하여 보았던 종교개혁가들은 교회뿐만 아니라 ‘세상’을 위한 교육의 필요성을 제기하였다. 루터는 통치자들이 국가를 바로 보존해야 할 의무가 있고, 국가를 바로 보존케 하기 위해서는 성장세대를 올바로 교육시키는 것이 필수적이기 때문에 통치자들과 국가에 교육의 의무가 있음을 주장하였다. 그리하여 국가 차원에서 학교를 세우고 그곳에서 모든 시민의 자녀들을 교육해야 한다는 공교육 개념을 제시하였다. 이러한 루터의 국가 주도의 공교육 개념이 종교개혁 이후 오늘날까지 유럽사회에 자리잡게 되었으며, 이 점에서 루터는 서구사회의 공교육의 아버지로 평가되고 있다.

## 참고 문헌
- 《교육사개설》: P. 몬로 저, 교육과학사, 1994
- 《서양교육사》: 윌리엄 보이드 저, 교육과학사, 1994
- 《A History of Western Education》, James Bowen 저, Routledge, 2003.
- 「Die Geschichte der Pädagogik」, H. Blankertz편, Wetzlar Publish, 1992
- 《Geschichte der Pädagogik》: A. Reble 저, Stuttgart University Press, 1967
- 《The History of Western Education》, William Boyd 저, Adam&Charles Black., 1921
- 《The History of Western Education(7th and Enlarged Edition)》, William Boyd저, Adam&Charles Black., 1964

## 같이 보기
- 인문주의 시대의 교육
- 종교개혁기의 교육
- 인문주의 교육의 확산